# Schwarza (Rudolstadt)
Schwarza ist ein Ortsteil der Stadt Rudolstadt im Landkreis Saalfeld-Rudolstadt in Thüringen. Schwarza ist Verkehrsknotenpunkt und bedeutender Industriestandort (u. a. Heizkraftwerk Schwarza, BASF, Herzgut-Molkerei, STFG Filamente, Papierfabrik Adolf Jass).

## Geografie
Der Ortsteil Schwarza liegt an der Einmündung des gleichnamigen Flusses Schwarza in die Saale und bildet den Mittelpunkt des Ballungsgebietes am Saalebogen.
Die höchsten Berge der Flur sind der Schenkenberg (354 m) und der Gemeindeberg (327 m).

## Geschichte
Schwarza wurde 1074 erstmals urkundlich erwähnt. Das Land war zu diesem Zeitpunkt aber schon vermessen und vergeben, weshalb man davon ausgehen kann, dass die Siedlung schon deutlich älter und damit eine der ältesten in Thüringen ist. Die ersten Siedler waren Kelten. Später folgten Hermunduren, danach Slawen und Franken, die sich nach der Zerschlagung des Thüringer Reiches hier niederließen.
In historischen Dokumenten ist Schwarza vor allem durch drei Siedel- oder Sattelhöfe verankert, welche im 15. Jahrhundert erstmals erwähnt wurden und von denen heute noch zwei existieren. Diese ursprünglich zur Abtei Saalfeld gehörenden Lehensgüter gelangten nach der Reformation unter die Hoheit der Ernestiner, lagen aber auf schwarzburgischem Gebiet, was zahlreiche Verwicklungen hervorrief.

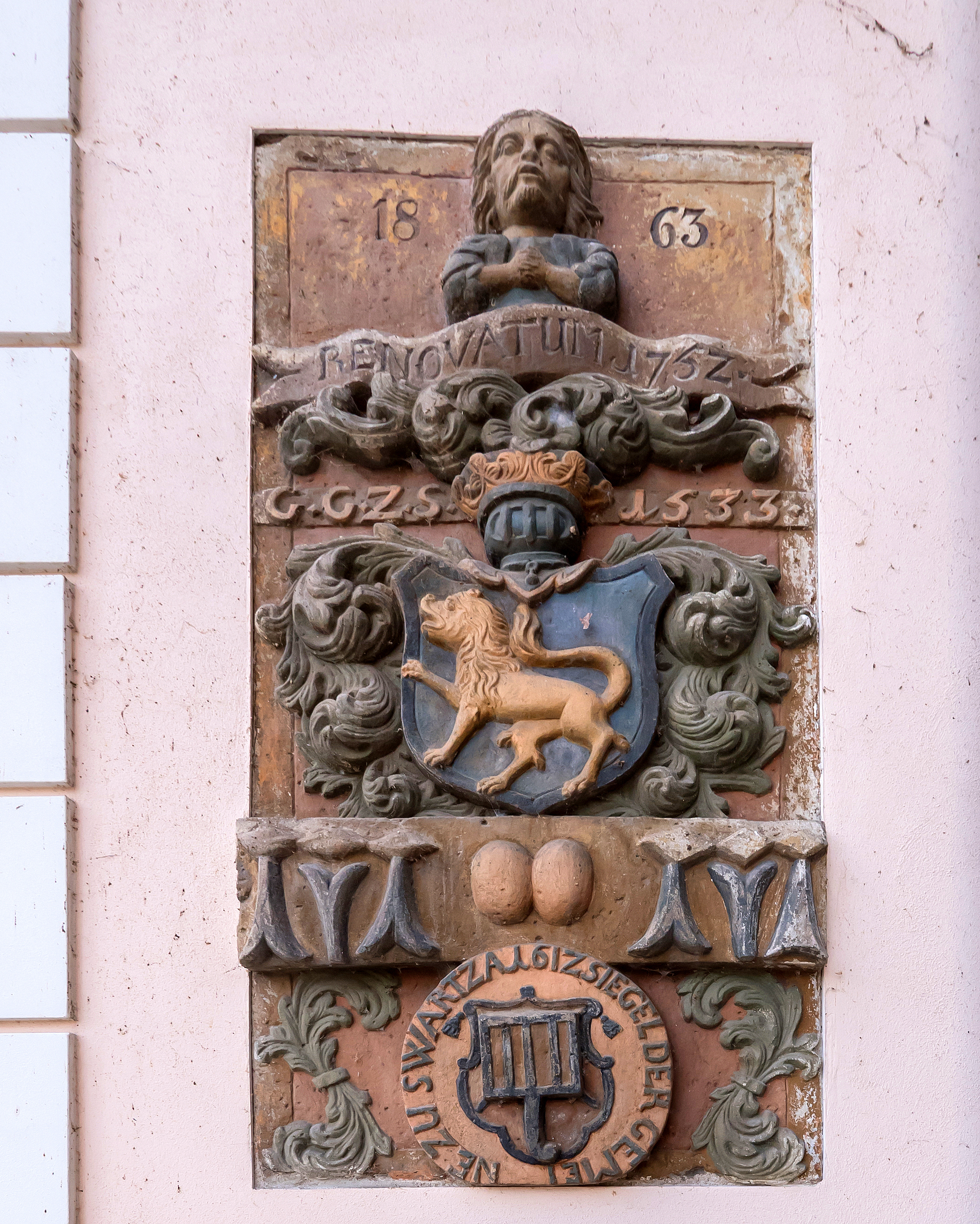
Wappen am ehemaligen Gasthaus Zum Goldenen Löwen

Große geschichtliche Bedeutung für den Ort hatte die Brücke über die Schwarza und die weiter unten beschriebenen Verkehrswege. Dies führte aber auch dazu, dass Krankheiten wie zum Beispiel die Pest das Dorf heimsuchten. Auch war der Ort durch die günstigen Verkehrsanbindungen immer wieder Durchzugsgebiet und Rastplatz von Heeren, in der Zeit vom Dreißigjährigen Krieg bis hin zum Zweiten Weltkrieg. Auch Gefechte in und um Schwarza blieben nicht aus. 1632 kam es hier zu Kämpfen zwischen der kaiserlichen Armee und den Schweden. 1761, im Siebenjährigen Krieg, gab es zu Auseinandersetzungen zwischen preußischen und kaiserlichen Truppen. In der Zeit der Napoleonischen Kriege trafen 1806 hier die Preußen mit ihren sächsischen Verbündeten auf die Franzosen.
Bis zur Begradigung des Flusses im 19. Jahrhundert kam es regelmäßig zu großen Überschwemmungen, die die hölzerne Brücke mehrmals zerstörten, bis Mitte des 18. Jahrhunderts eine steinerne errichtet wurde. Doch auch in neuerer Zeit konnte die Hochwassergefahr nicht ganz gebannt werden. Das letzte Mal wurde der Ort im April 1994 überschwemmt.
Die am Fluss Schwarza befindliche Nestlermühle ist eine der wenigen Mühlen, die heute noch Wasserkraft nutzen und Getreide zu Mehl vermahlen.
Bis 1918 gehörte der Ort zur Oberherrschaft des Fürstentums Schwarzburg-Rudolstadt. Ab 1922 war die Gemeinde Teil des Thüringer Landkreises Rudolstadt. Am 1. Juli 1950 wurde das Dorf in die Stadt Rudolstadt eingemeindet.

## Einwohnerentwicklung
Entwicklung der Einwohnerzahl:
| - 1855: 0622 - 1927: 2108 - 1939: 3233 |

## Wirtschaft und Verkehr

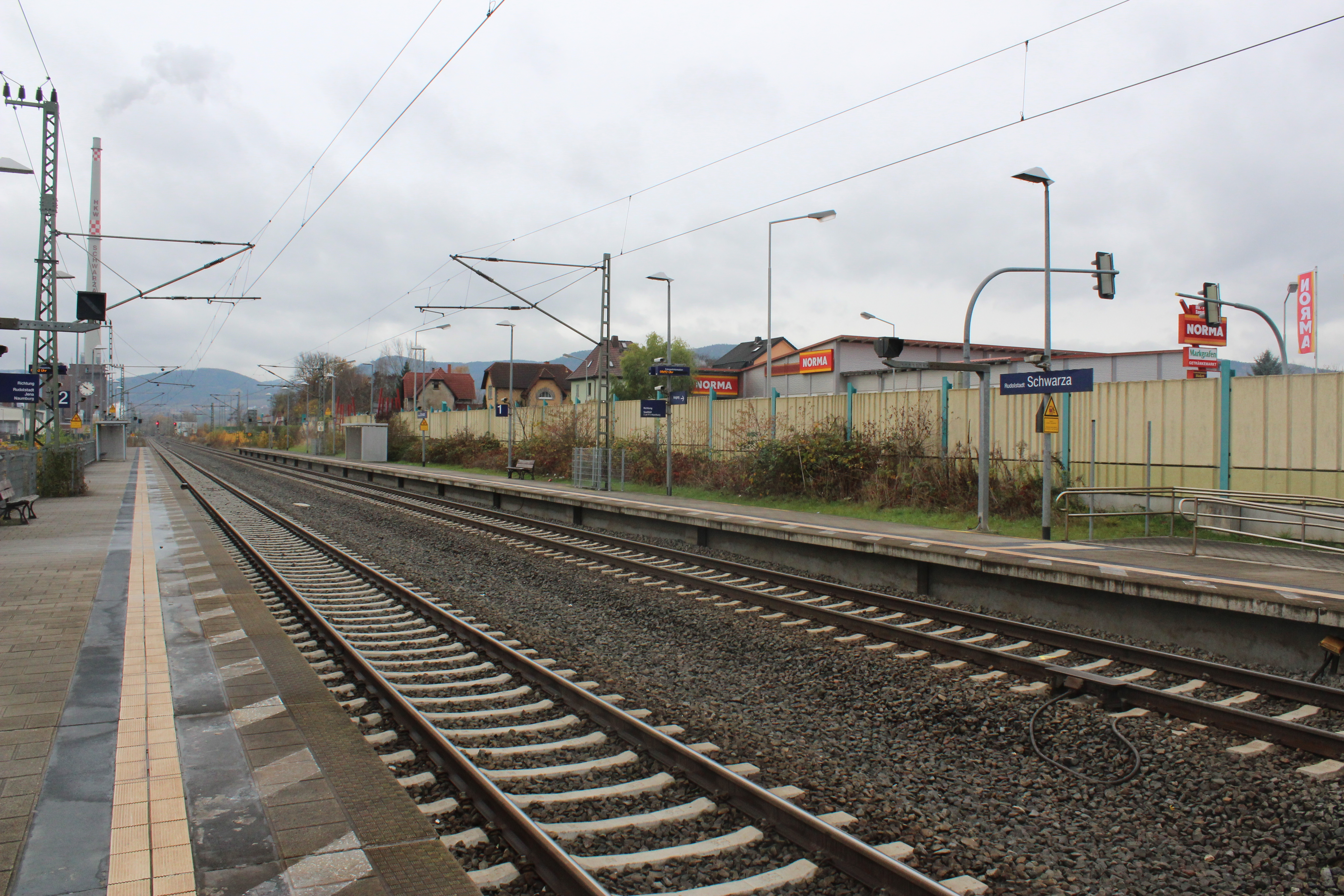
Bahnhof Rudolstadt-Schwarza (2017)

Bis Ende des 19. Jahrhunderts war Schwarza vor allem landwirtschaftlich geprägt. Daneben wurden aber auch Fischfang, Flößerei und Goldwäsche betrieben. Durch den Ort führte die so genannte Kupferstraße, welche von Nürnberg Richtung Norden bis nach Magdeburg verlief. Eine weitere Straße ging nach Westen Richtung Ilmenau. Dadurch war der Ort schon immer ein wichtiger Verkehrsknotenpunkt. Von 1925 bis 1945 gab es in Schwarza einen Flugplatz, der jedoch an Bedeutung verlor, als eine größere Reichweite der Verkehrsmaschinen einen Zwischenstopp zwischen Nord- und Süddeutschland unnötig machte.

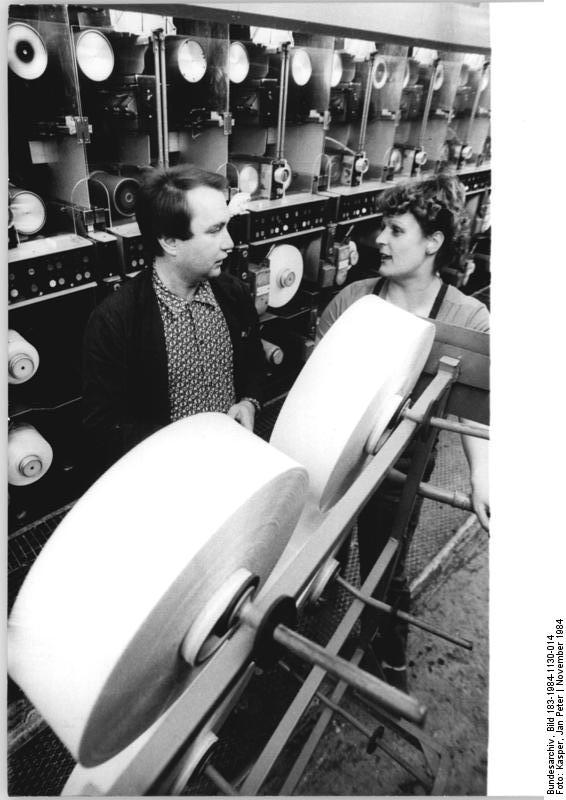
Polyamidseidenproduktion im Stammbetrieb des Chemiefaserkombinates „Wilhelm Pieck“ Schwarza

Der wirtschaftliche Aufschwung von Schwarza begann mit dem Anschluss an die Saalbahn (Naumburg–Jena–Saalfeld) im Jahr 1874. 1884 wurde noch eine Stichbahn, die Bahnstrecke Schwarza–Bad Blankenburg, eröffnet. Diese wurde im Jahr 2000 stillgelegt. Für einen weiteren Schub sorgte der Bau der Thüringischen Zellwolle AG 1935 im Rahmen des Autarkie-Programms der Nationalsozialisten. Zu DDR-Zeiten zählte der VEB Chemiefaserkombinat „Wilhelm Pieck“, der 1993 als Thüringische Faser AG in die Gesamtvollstreckung ging, bis zu 6000 Beschäftigte. Der von der Landesentwicklungsgesellschaft Thüringen daraufhin entwickelte Industrie- und Gewerbepark Rudolstadt-Schwarza gehört mit einer Fläche von 110 Hektar zu den größeren Industriegebieten Thüringens. In Nachfolgeunternehmen wie der STFG Filamente GmbH oder der BASF Performance Polymers GmbH werden auch weiterhin Kunstfasern hergestellt.
Neben den genannten Eisenbahnlinien treffen in Schwarza auch die Bundesstraße 85 (Weimar–Saalfeld) und die Bundesstraße 88 (Ilmenau–Jena) aufeinander. Erstere führt als vierstreifige Schnellstraße östlich parallel zur Saalbahn am Ortskern vorbei.

## Sehenswürdigkeiten
Im Knopf des Kirchturms der evangelischen Kirche steckt ein Pfeil. Dieser stammt von einem Baschkiren, der 1814 dem Schwarzburger Fürsten beweisen wollte, dass Pfeil und Bogen auch im 19. Jahrhundert immer noch ernstzunehmende Waffen seien.
Die katholische Kirche wurde 1964–1966 errichtet.

## Regelmäßige Veranstaltungen
Von Januar bis April findet alle 14 Tage, immer sonntags, ein Kleintiermarkt neben der evangelischen Kirche statt.

## Sport
In Schwarza ist der SV 1883 Schwarza ansässig.